# Cv-verificatie
Cv-verificatie is een proces waarbij werkgevers de nauwkeurigheid en echtheid controleren van de informatie die sollicitanten verstrekken in hun curriculum vitae (cv). Dit omvat vaak verificatie van identiteit, opleidingsachtergrond, werkervaring, professionele lidmaatschappen en andere relevante gegevens. Het doel is om ervoor te zorgen dat de kandidaat beschikt over de kwalificaties en ervaring die nodig zijn voor de functie/rol. Het verifiëren van curricula vitae kan door de werkgever zelf gedaan worden of worden uitbesteed aan een gespecialiseerd bureau, ook wel Pre Employment Screenig, PES Screening genoemd.

## Belang van PES-Screening
Het verifiëren van cv-informatie helpt werkgevers om:
- Kwalificaties te bevestigen: Zeker te stellen dat kandidaten de vereiste opleidingen en certificeringen hebben behaald.
- Werkervaring te controleren: Te verifiëren of de opgegeven werkgeschiedenis accuraat is en overeenkomt met de werkelijkheid.
- Fraude te voorkomen: Het risico te verminderen dat ongekwalificeerde personen worden aangenomen op basis van valse informatie.

## Verificatieprocessen
Werkgevers kunnen verschillende methoden gebruiken voor cv-verificatie, waaronder:
- Identiteitscontrole: Bevestigen van de identiteit van de kandidaat aan de hand van officiële documenten.pescheck.io
- Opleidingsverificatie: Nagaan bij onderwijsinstellingen of de kandidaat daadwerkelijk de genoemde diploma's heeft behaald.
- Werkervaringverificatie: Contact opnemen met vorige werkgevers om dienstverbanden, functietitels en verantwoordelijkheden te bevestigen.
- Referentiechecks: Inwinnen van feedback over de prestaties en het gedrag van de kandidaat bij eerdere werkgevers.
- Strafrechtelijke gegegevens: zoals een Verklaring Omtrent het Gedrag (VOG).

Sollicitanten kunnen ook zelf hun curriculum vitae laten controleren. Door een onafhankelijk bureau de gegevens van het curriculum vitae te laten controleren, nemen zij bij de beoogde werkgever eventuele twijfels over de juistheid weg en kunnen zij zo een streepje voor krijgen op andere kandidaten.

## Regelgeving
Voor integriteitsgevoelige functies in de financiële sector is het wettelijk vastgelegd dat voordat iemand aan de slag gaat de gegevens worden nagetrokken. Men spreekt in dit verband van een verplichte pre-employment screening.
Voor de borging van de privacy van de kandidaat geldt dat werkgevers en gespecialiseerde curriculum vitae-verificatiebureaus zich dienen te houden aan de Wet bescherming persoonsgegevens (Wbp). De verwerking van persoonsgegevens moet vooraf worden gemeld bij het College Bescherming Persoonsgegevens (CBP).
In de sollicitatiecode van de Nederlandse Vereniging voor Personeelsmanagement & Organisatieontwikkeling (NVP) is vastgelegd dat indien een werkgever inlichtingen over de sollicitant wil inwinnen bij derden, hiertoe vooraf toestemming moet worden gevraagd aan de sollicitant. De beoogde informatie moet direct verband houden met de te vervullen vacature en mag geen onevenredige inbreuk maken op de persoonlijke levenssfeer van de sollicitant.
In Nederland moeten werkgevers en screeningsbureaus bij het uitvoeren van cv-verificaties voldoen aan de Algemene verordening gegevensbescherming (AVG), die op 25 mei 2018 de Wet bescherming persoonsgegevens (Wbp) heeft vervangen. De AVG stelt strengere eisen aan de verwerking van persoonsgegevens en vereist dat organisaties kunnen aantonen dat zij compliant zijn. De toezichthouder op de naleving van de AVG is de Autoriteit Persoonsgegevens (AP), die voorheen bekendstond als het College Bescherming Persoonsgegevens (CBP).  Daarnaast schrijft de sollicitatiecode van de Nederlandse Vereniging voor Personeelsmanagement & Organisatieontwikkeling (NVP) voor dat werkgevers toestemming moeten verkrijgen van de sollicitant voordat zij informatie bij derden inwinnen.

## Wet particuliere beveiligingsorganisaties en recherchebureaus (Wpbr)
Voor organisaties die cv-verificatiediensten aanbieden, is het belangrijk te weten dat bepaalde activiteiten onder de Wet particuliere beveiligingsorganisaties en recherchebureaus (Wpbr) kunnen vallen. Deze wet stelt dat het verboden is zonder vergunning van de Minister van Justitie en Veiligheid een beveiligingsorganisatie of recherchebureau in stand te houden of beveiligings- of recherchewerkzaamheden te verrichten. Dit betekent dat derde partijen die dergelijke diensten aanbieden, moeten voldoen aan de eisen van de Wpbr en een geldige vergunning moeten hebben.